# Euplica
Euplica is een geslacht van weekdieren uit de klasse van de Gastropoda (slakken).

## Soorten
- Euplica bidentata (Menke, 1843)
- Euplica borealis (Pilsbry, 1904)
- Euplica brunnidentata de Maintenon, 2008
- Euplica deshayesii (Crosse, 1859)
- Euplica festiva (Deshayes in Laborde & Linant, 1834)
- Euplica ionida (Duclos, 1840)
- Euplica livescens (Reeve, 1859)
- Euplica loisae Rehder, 1980
- Euplica scripta (Lamarck, 1822)
- Euplica turturina (Lamarck, 1822)
- Euplica varians (Sowerby I, 1832)